# Leonard Mlodinow
Leonard Mlodinow, född 26 november 1954 i Chicago i Illinois, är en amerikansk fysiker, författare och manusförfattare. 
Mlodinows föräldrar överlevde förintelsen. Han har skrivit flera populärvetenskapliga böcker med författare som bland andra Stephen Hawking. Två av hans mest kända boksamarbeten är Kosmos: en kort historik och Den stora planen, båda skrivna tillsammans med Hawking.